# Етоша (національний парк)
Етоша (англ. Etosha) — природний заповідник на півночі Намібії площею 22275 км², один з найбільших національних парків країни. Розташований на північно-західному краю пустелі Калахарі на території, прилеглій до солончака Етоша.
Від південної межі заповідника до столиці Намібії Віндгука відстань складає 400 км, а від його північної межі до Анголи — 125 км, Атлантичний океан знаходиться на відстані 200 км. Назва Етоша походить з мови овамбо і означає «великий білий простір».

## Фауна

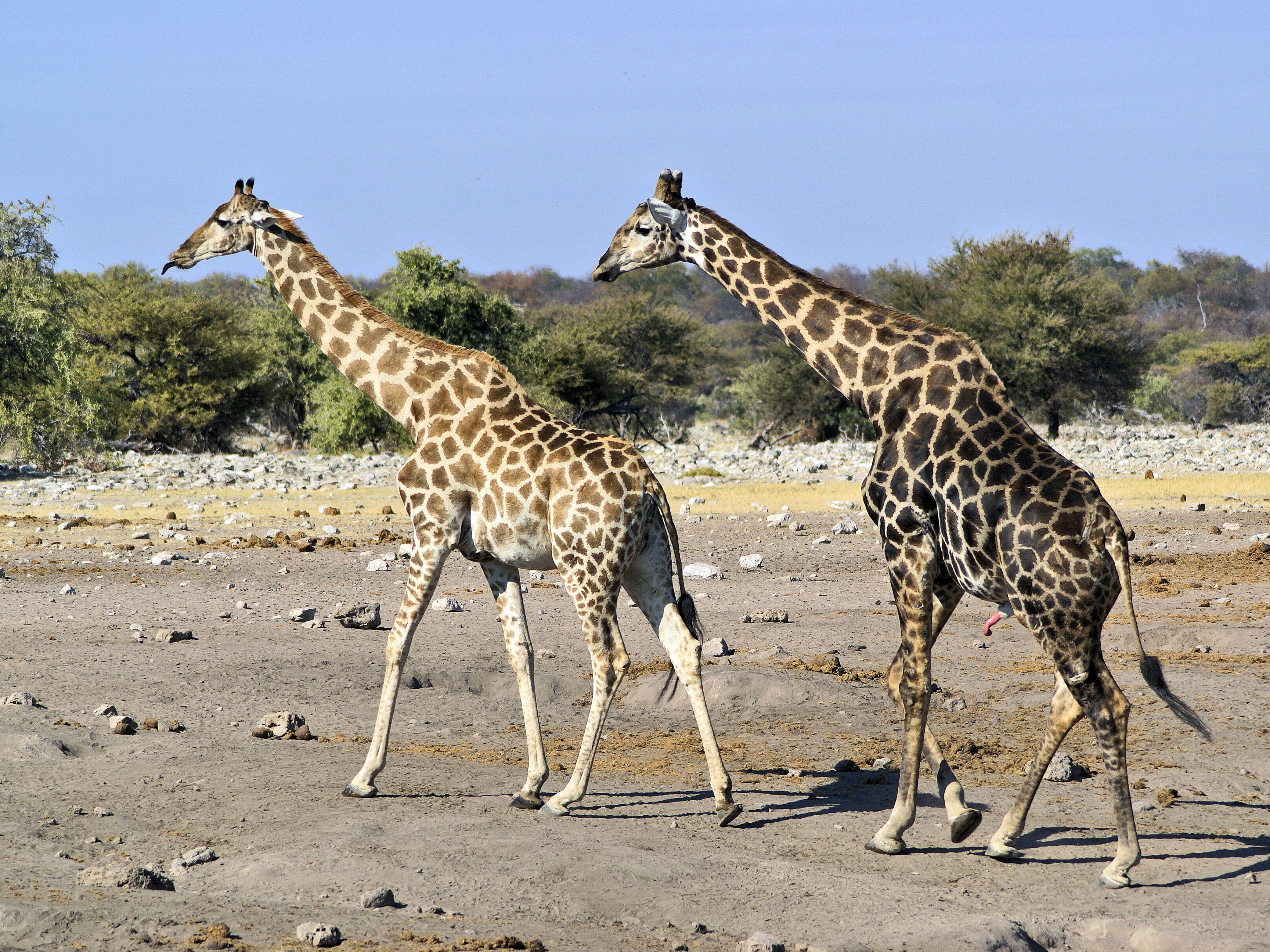
Жирафи у Національному парку Етоша

У парку мешкає велика кількість диких тварин. Зустрічаються ссавці 144 видів, таких як слон, жирафа, а також чорний носоріг. З хижаків можна побачити лева, гепарда і леопарда. Представниками антилоп є антилопа еланд, дікдік, а також антилопа гемсбок, зображення якої прикрашає емблему намібійської армії. Численне і різноманітне птаство — прибл. 340 видів; 110 видів гадів, 16 — амфібій і 1 вид риб. Популяція жираф налічує прибл. 1500 особин. Намбійськи національний парк (Етоша) також був признаний найкращім національним парком континента Африка в 2012 році.

## Ресурси Інтернету
- Вікісховище має мультимедійні дані за темою: Етоша (національний парк)
- національного парку Етоша
- Namibia Park Brochures
- Ministry of Environment and Tourism page
- Etosha on PBS [Архівовано 20 грудня 2014 у Wayback Machine.]
- Etosha Travel Guide [Архівовано 27 січня 2018 у Wayback Machine.]
- Etosha Travel Information [Архівовано 31 жовтня 2020 у Wayback Machine.]

| Прапор Намібії | Це незавершена стаття про Намібію. Ви можете допомогти проєкту, виправивши або дописавши її. |